# Ян Круковецки
Ян Стефан Круковѐцки (на полски: Jan Stefan Krukowiecki) е полски генерал, участник в Наполеоновите войни и в Полското въстание от 1830 – 1831 година, председател на полското правителство в последните седмици на въстанието.

## Биография

### Ранни години в служба на Австрия
Бащата на Ян, граф Пьотър Круковецки, е висш чиновник в австрийската съдебна администрация (председател на апелативния трибунал в Лвов). По негов почин, Ян избира военната кариера. Постъпва в австрийската армия като кадет 13-годишен, през 1786 година. Участва във войните с Османската империя през 1788 – 1790 (ранен е край Белград) и с Революционна Франция през 1792 – 1794 година. По време на въстанието на Косцюшко напуска австрийската армия, изтъквайки лични причини.

### Служба на Наполеон и Русия
В края на 1806 година Круковецки постъпва в Наполеоновата армия, воюваща срещу съюзените Русия и Прусия в полските земи. Първоначално е щабен офицер, но скоро след това получава командването на батальон, с който остава в армията на Варшавското херцогство. Участва във войната с Австрия през 1809 година, когато достига до чин полковник, и в похода на Наполеон в Русия през 1812 година. По време на този поход през август е ранен тежко в битката за Смоленск. През пролетта на 1813 година, когато бойните действия се пренасят в Германия, Круковецки получава званието генерал и командването на кавалерийска бригада, но губи вяра в успеха на Наполеон. По време на Лайпцигската битка проявява неподчинение и отвежда отряда си от поверения му участък. Не след дълго полага клетва за вярност на руския цар Александър I.
Поради конфликт с великия княз Константин (руския наместник в създаденото на Виенския конгрес Полско кралство), Круковецки изпада в немилост и е практически отстранен от армията в продължение на няколко години. По-късно получава командването на бригада, а от 1829 – на дивизия в армията на Кралството. От 1827 година оглавява военния съд.

### По време на Ноемврийското въстание
При избухването на въстанието, генерал Круковецки се поставя на разположение с дивизията си на временното правителство начело с Юзеф Хлопицки. През февруари 1831 година, при Бялоленка, охранява пътя за отстъпление на основната полска армия, сражаваща се при Грохов. Дни по-късно командването на дивизията му е отнето от новоназначения полски главнокомандващ генерал Скжинецки, но председателят на правителството Адам Чарториски го назначава за губернатор на Варшава. Враждата му със Скжинецки продължава и след това, стигайки до открито пренебрежение на заповедите на главнокомандващия от варшавския губернатор. През август в столицата избухват размирици. Възпозвайки се от психологическия им ефект върху консерваторите, Круковецки убеждава сейма да го избере за председател на правителството. Властта му продължава не повече от три седмици. В началото на септември руските войски достигат Варшава, щурмуват и завземат западните ѝ покрайнини. Това кара Круковецки да поведе преговори с руския главнокомандващ Иван Паскевич за предаване на града. В отговор е обявен за предател и отстранен от поста си часове преди окончателното падане на Варшава.
Попаднал в плен, Круковецки прекарва няколко години на заточение във Вологда. След 1834 година руските власти му разрешават да се завърне в Полша. Оттегля се в имението на съпругата си в село Попен (край Лодз), където умира през 1850 година.